# John Winter Jones
John Winter Jones (16 juin 1805 - 7 septembre 1881) est un bibliothécaire anglais . Il est bibliothécaire principal du British Museum entre 1866 et 1873. Il est le premier président de la Library Association au Royaume-Uni .

## Biographie
Jones est né à Lambeth, Londres  et il est empêché de rejoindre la profession juridique en raison d'un problème d'élocution . Il fait ses études à la St Paul's School de Londres, puis commence à se former au droit à Lincoln's Inn avant de devenir secrétaire itinérant des Charity Commissioners (vers 1835–1837). Son père est littéraire et rédacteur en chef du Naval Chronicle et du European Magazine. Il entre au British Museum en avril 1837. Il joue un rôle central dans la détermination de leurs règles de catalogage. Après la mort de Richard Garrett, il est nommé conservateur adjoint du département des livres imprimés en 1850, conservateur (1856–66) (à la suite de la promotion d'Antonio Panizzi), puis bibliothécaire principal, responsable du musée (1866–78) .
Jones bénéficie d'un gros budget de 10 000 £ à dépenser uniquement pour les livres. Ce chiffre a été négocié par son prédécesseur, Sir Antonio Panizzi, qui a été fait chevalier pour ses efforts en tant que bibliothécaire en chef. Jones approuve chaque achat effectué.
Jones est nommé président de la Library Association en 1877. Il édite des ouvrages pour la Hakluyt Society . Il rédige plus de 200 articles pour le Dictionnaire biographique de la Société pour la diffusion des connaissances utiles .
John Winter Jones est le neveu de l'éditeur Stephen Jones (1763–1827).

## Bibliographie

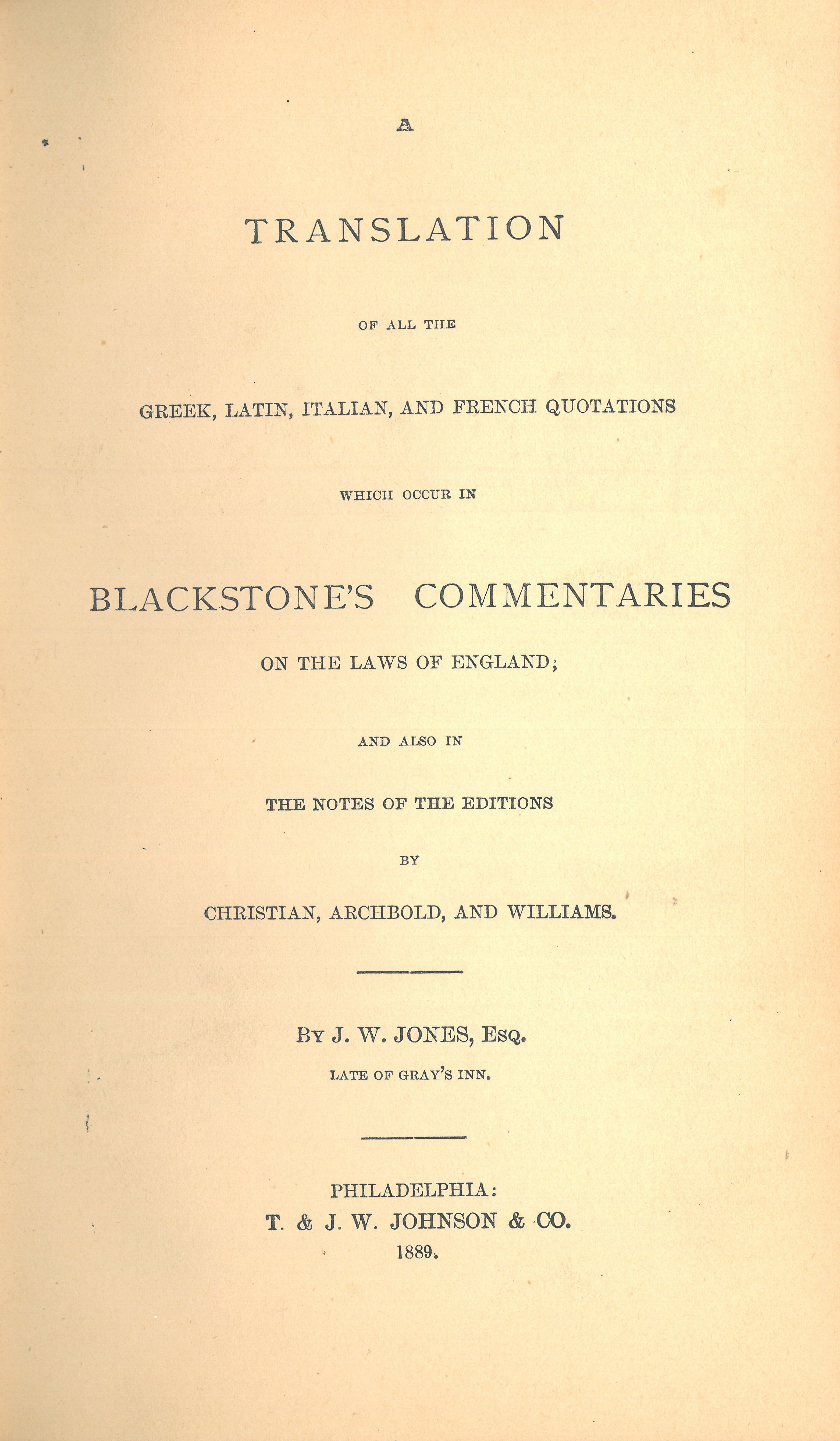
La page de titre de Jones's A Translation of All the Greek, Latin, Italian and French Quotations which Occur in Blackstone's Commentaries on the Laws of England (édition de 1889)